# Perișani (gmina)
Perișani – gmina w Rumunii, w okręgu Vâlcea. Obejmuje miejscowości Băiașu, Mlăceni, Perișani, Podeni, Poiana, Priopoara, Spinu i Surdoiu. W 2011 roku liczyła 2326 mieszkańców.